# Evangelista Torricelli
Pour les articles homonymes, voir Torricelli et Evangelista Torricelli (homonymie).
 (janvier 2021).
Evangelista Torricelli, né le 15 octobre 1608 à Faenza en Émilie-Romagne et mort le 25 octobre 1647 à Florence, est un physicien et un mathématicien italien du XVIIe siècle, connu notamment pour avoir inventé le baromètre.

## Biographie
Evangelista Torricelli commence ses études dans sa ville natale, Faenza. Il y fréquente le collège des Jésuites. Remarqué pour ses dons par son professeur de mathématiques, il est envoyé à Rome. Dès 1626, il devient l'élève de Benedetto Castelli, ami fidèle et disciple de Galilée et auteur d'un travail d'hydraulique, en 1628, très au courant des travaux de Galilée. Rappelons qu'en 1632, le Dialogue sur les deux grands systèmes du monde de Galilée paraît et suscite un grand émoi à Rome ; il vaut à son auteur son célèbre procès et son abjuration, le 22 juin 1633.
L'étudiant Evangelista apprend à monter des expériences, à mettre au point des instruments. Il complète sa formation mathématique et lit les écrits de Galilée, qui lui inspirent dès sa formation achevée la rédaction d'un traité de mécanique, De motu gravium naturaliter descendentium et projectorum. Dans ce traité, il démontre que le centre de gravité d'un solide tend à être le plus bas possible à l'équilibre. Le chercheur Torricelli se fait connaître par ses recherches sur le mouvement des corps pesants et par la solution de problèmes fondamentaux sur la cycloïde. Il entame une correspondance avec les savants français Roberval, Fermat et Mersenne. 

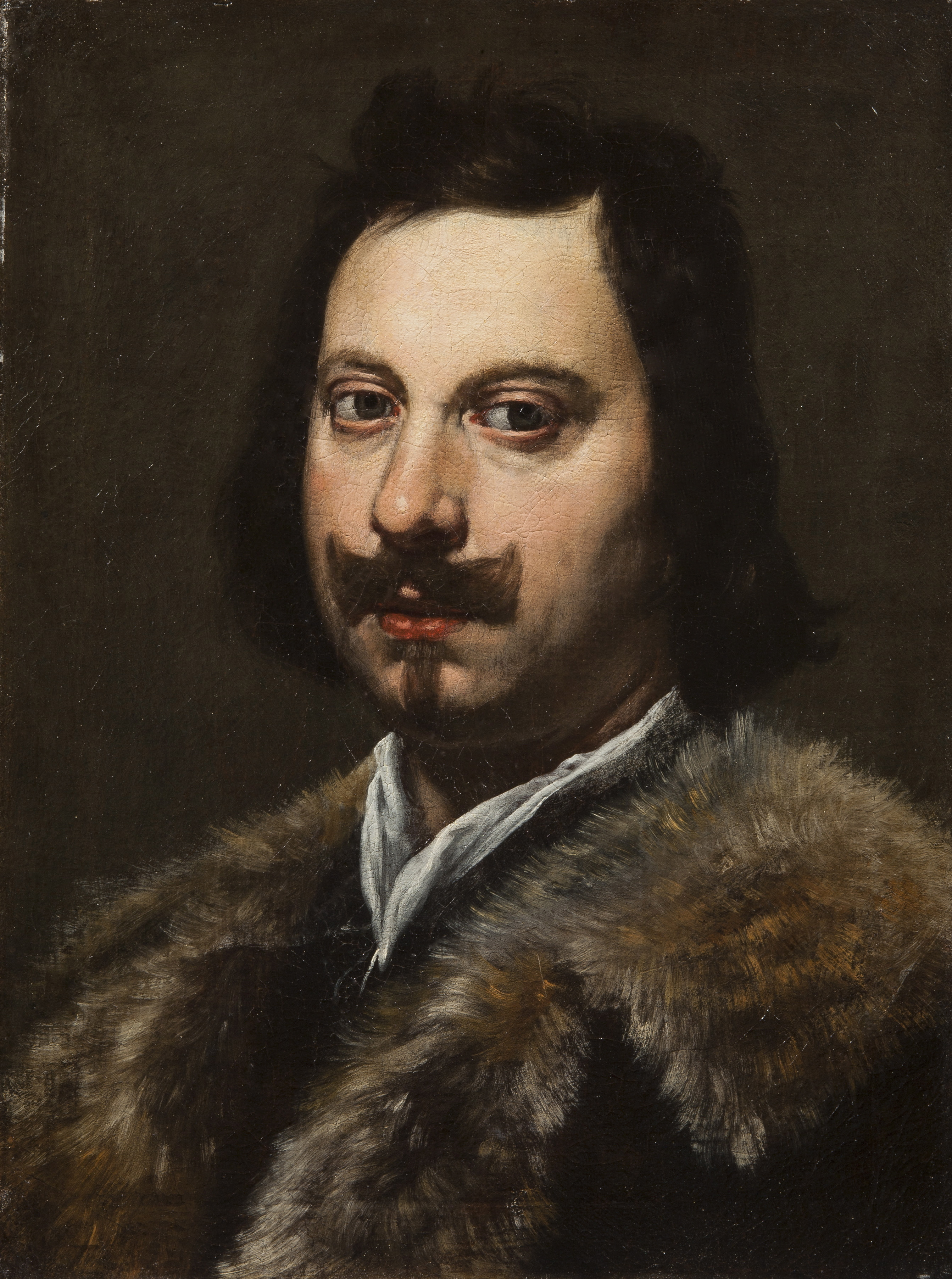
Portrait de Torricelli vers 1647.

En avril 1641, Castelli rend visite à Galilée, déjà aveugle, dans sa villa d'Arcetri près de Florence. Il lui apporte le traité publié de Torricelli, le de Motu en 1641. Le vieux maître approuve l'ouvrage et montre de l'intérêt pour les rigoureux travaux de Torricelli. Une correspondance va s'établir entre Galilée et Torricelli, Galilée ne cesse d'inviter ce dernier à venir l'aider. Torricelli, peut-être inquiet par la condamnation et le statut de Galilée, ne se rend à Arcetri qu'au mois d'octobre. Il devient assistant et secrétaire particulier auprès du vieux maître astronome qui vit ses trois derniers mois. Il compte parmi ses derniers confidents et lui ferme les yeux.
À la mort de Galilée le 8 janvier 1642, Ferdinand II de Médicis l'invite à rester à Florence en tant que mathématicien du Grand-duc de Toscane, ce qui le libère de tout souci matériel. Il hérite ainsi de la chaire professorale de Galilée. Il est élu à l'Accademia della Crusca, académie dont l'objectif est de purifier le langage comme on dégage le son de la mouture de blé. Cette élection le porte à examiner les arts plus que les mathématiques, ce qui lui vaut remontrances de ses soi-disant amis, Bonaventura Cavalieri et les élèves de Castelli, Raffaello Magiotti et Antonio Nardi.
Or les fontainiers de Florence s'acharnent depuis plusieurs années sans résultat à aspirer l'eau de l'Arno à plus de trente-deux pieds de hauteur (10,33 mètres). À l'époque, la conception des pompes à eau s'était améliorée suffisamment pour qu'elles puissent générer un vide mesurable et reproductible. Aucun fonctionnement n'apparaît possible malgré les modifications et les astucieuses techniques employées. Désespérés, ils consultent Galilée, mais le vieux maître, accaparé par d'autres tâches, peut-être aussi pressentant les défaillances de sa santé, repousse constamment sa participation. Les fontainiers posent avec respect leur désespérant problème à son brillant héritier et successeur. Torricelli s'engage à leur fournir une réponse dans un délai annuel raisonnable. Revenu au laboratoire en 1643, il comprend l'intérêt de remplacer l'eau par un liquide de plus grande densité, le plus pratique qu'il connaisse, pour diminuer la hauteur de l'installation modèle projetée. Il fait construire un grand tube à essai d'environ 1 mètre de hauteur. Il le remplit de mercure, le bouche du doigt, et le plonge retourné dans un bac lui aussi rempli de mercure. Quelle n'est pas la surprise des expérimentateurs de constater que le haut du tube fermé se vide en partie, et que le niveau de mercure au-dessus du bac oscille en fonction du temps à environ 760 mm. Torricelli a permis de mettre en évidence le premier vide permanent et l'effet de la pression atmosphérique en découvrant le baromètre. Il peut expliquer aux fontainiers les limites pratique et théorique d'aspiration d'une pompe.
Torricelli est au sommet de sa carrière en 1644 : il publie ses Opera geometrica. Sa géométrie entame les premiers pas vers ce qui sera dénommé le calcul intégral. Il n'y relate pas sa découverte du vide « grosso » via le baromètre à mercure, et ne semble donner qu'une petite idée de ses découvertes sur les mouvements des fluides et des projectiles. Ses lois sur l'écoulement des liquides anticipent l'hydraulique.
Dans la grande tradition de son école scientifique, Torricelli est aussi un remarquable inventeur d'instruments : il a réalisé des thermomètres et plusieurs objectifs optiques. Rudoyé par ses collègues pour ne pas avoir achevé ses grands calculs prometteurs sur les cycloïdes, le mathématicien s'absorbe dans cette tâche de prestige. Premier résultat, il parvient en 1644 à déterminer l'aire de la cycloïde. Mais en 1647, c'est un homme de 39 ans, fatigué mais acharné à poursuivre son activité scientifique. Le 5 octobre 1647, il écrit à Cavalieri : « Je vais écrire un livre sur "des lignes nouvelles". » Le 25, une fièvre typhoïde l'emporte. Cavalieri meurt peu après.

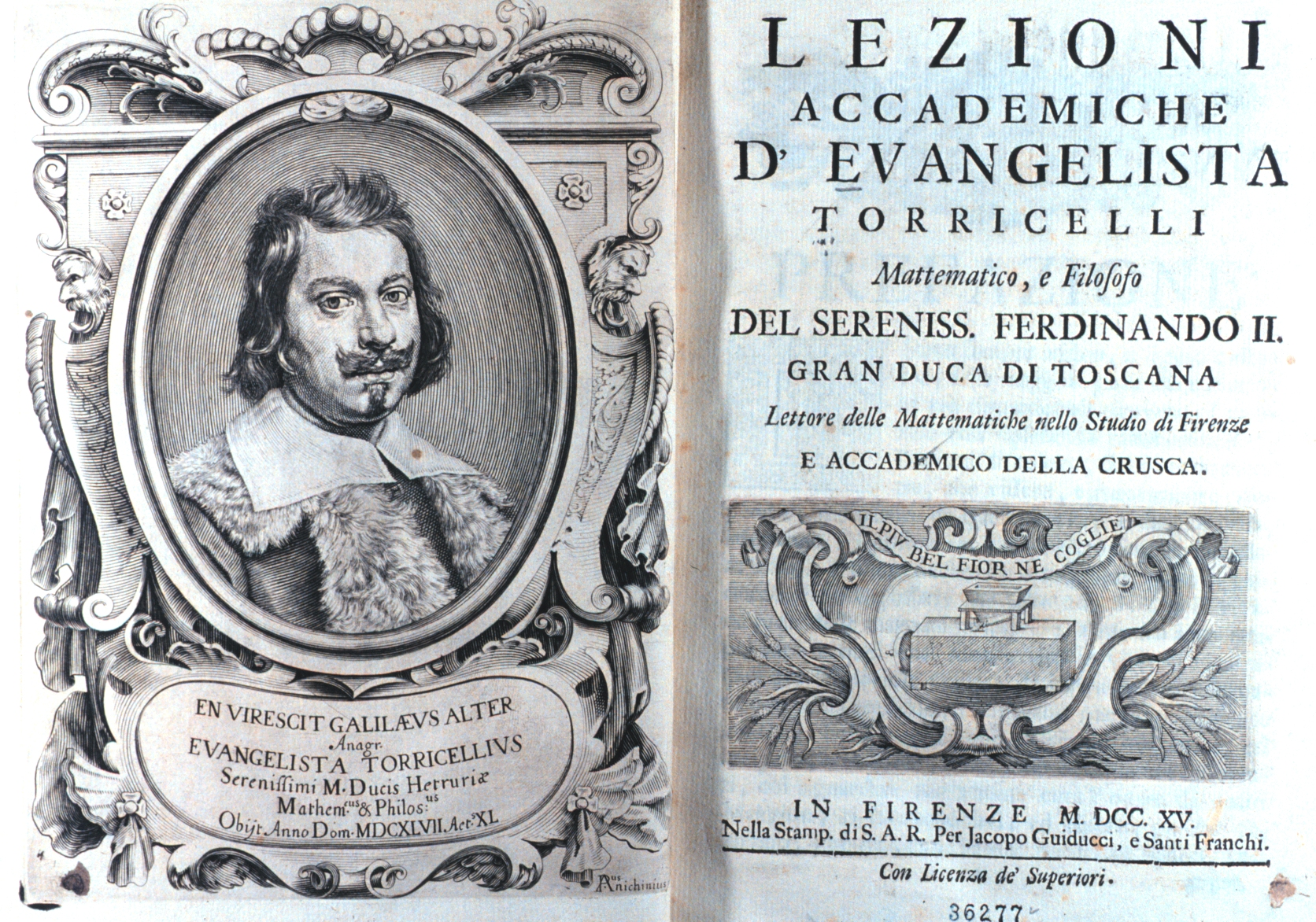
Couverture de Lezioni accademiche d'Evangelista Torricelli, 1715.

Le génie de Torricelli continua de susciter l’admiration de ses contemporains bien des années après sa mort, comme en témoigne l’anagramme partiel de son nom sous le frontispice de Lezioni accademiche d'Evangelista Torricelli publié soixante-huit ans après sa mort : En virescit Galileus alter , signifiant « Voici que s’épanouit un nouveau Galilée. »
Beaucoup de ses travaux sont perdus ou publiés très tardivement, ce qui amoindrit son influence et sa renommée. Ils rendent délicates les interprétations sur ses contributions personnelles. Son œuvre mathématique est pourtant considérable. Il est toujours cité cependant avec :
- le « tube barométrique de Torricelli » en hydrostatique : {\displaystyle P=\rho gH} ;
- la formule de Torricelli en hydraulique : {\displaystyle V={\sqrt {2gH}}} ;
- l'ancienne unité expérimentale de pression en millimètre de mercure ou torr (pour torricelli).

Si héritage et continuation il y a, c'est peut-être chez Christian Huygens (1629-1695) qu'il faut chercher. Adolescent comblé (il est le fils de Constantijn Huygens, premier ministre de Hollande), il reçoit de Mersenne, qui le connaît grâce à Descartes, maints problèmes transmis par Torricelli, qui lui servent de matériau d'apprentissage dès l'âge de 16 ans (1645).

## Torricelli et le baromètre (1644)

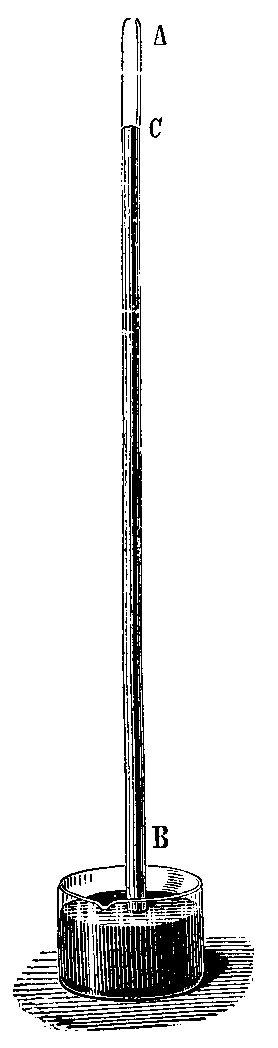
Baromètre à mercure de Torricelli.

Torricelli est connu pour avoir mis en évidence, en 1644, la pression atmosphérique, en étudiant la pompe à eau de Galilée, ce qui lui permit d'inventer le baromètre à tube de mercure qui porte son nom. Une unité de pression, le torr, lui est consacrée. Elle correspond à la pression d'un millimètre de mercure. Torricelli n'a jamais rien publié sur ce sujet, ni même revendiqué la paternité. Et Blaise Pascal, dans ses travaux, ne cite pas une fois Torricelli, mais, en 1651, déclare avoir refait en 1646-1648, une expérience faite en Italie en 1644.
Il est vraisemblable que Torricelli a toujours voulu s'éloigner des démêlés avec l'Inquisition. Michelangelo Ricci lui écrit de Rome, le 18 juin 1644 : « Je crois que vous êtes déjà assez dégoûté par l'opinion inconsidérée des théologiens et par leur habitude de mêler constamment et immédiatement les choses de Dieu aux raisonnements concernant la nature. » Or les jésuites, en particulier Niccolò Zucchi, excluent le fait qu'il y a vide dans la chambre barométrique : pour Constantini (Baliani e i Gesuiti, Florence, 1969), c'est pour éviter un nouveau conflit avec les mathématiciens. Ceci pourrait expliquer le silence de Torricelli sur le sujet.

### Origine du problème
Ce problème correspond à une considération très pratique : depuis longtemps l'approvisionnement en eau des villes a convaincu les fontainiers que les siphons dysfonctionnent à 18 brasses (soit 10,3 m). Le plâtre permettait d'élever la hauteur de la colonne d'eau, mais sans qu'on sache pourquoi.
Galilée, en 1590, est opposé à l'idée du vide grosso, mais sous l'influence de Jean-Baptiste Baliani concéda le vide entre molécules dans l'eau, enfin se résolut au vide grosso vers 1635.
Baliani en 1630 a la vision juste : La Nature n'a pas horreur du vide, seule la pression de l'air équilibre la pression de la colonne d'eau :
{\displaystyle P=\rho gh}
où P est la pression, {\displaystyle \rho } est la masse volumique du liquide en kg/m3, g l'attraction de la pesanteur en m/s2 et h hauteur en mètres (m) en notation moderne. Et la pression de l'air est à évaluer par le « poids de l'air » à ses différents degrés de ténuité. En 1630, Galilée émet l'hypothèse que la cohésion de la corde d'eau est assurée par la résistance du vide intramoléculaire : trop haute, la corde casse sous son propre poids. Argumentation fausse reprise dans le Discorso. (On sait actuellement que la « pression interne de l'eau » est supérieure à 1 000 bars.)
Mersenne et Isaac Beeckman en discutent en 1628. Mersenne écrit à Galilée vers 1640 pour lui demander l'explication de la résistance à l'écartement de 2 lames de verre superposées.
À Rome, Benedetto Castelli et Raffaello Magiotti décident d'étudier le problème des fontainiers ; Antonio Nardi (en), Gasparo Berti et Michelangelo Ricci aussi, avec le minime Emmanuel Maignan (partisan du vide grosso) et les Jésuites Niccolò Zucchi et Kircher (opposés au vide grosso, pour des raisons théologiques) : Berti réussit et le montre aux Romains (avant fin 1641) : l'eau ne monte qu'à 10,3 m.

### Contribution de Torricelli
Adoptant l'idée de Baliani, Torricelli propose le mercure de densité 13,6, qui devrait donc donner une hauteur de 10,3/13,6 = 0,76 m. Vincenzo Viviani réalise une expérience dans le courant du printemps 1644 :
- réaliser la cuve et la remplir de vif-argent (mercure) ;
- prendre un ballon à long col (d'environ 1 m) ;
- le remplir à ras-bord ;
- boucher avec le pouce et retourner sur la cuve ;
- enlever le pouce.

Le vif-argent s'écoule jusqu'à une hauteur de 76 cm, quel que soit le type de ballon ou son inclinaison. Par ailleurs, si de l'eau est versée sur le mercure, et qu'on retire le tube jusqu'à l'eau, celle-ci est « aspirée avec horrible violence. »
Le 11 juin 1644, Torricelli fait l'analyse critique de cette expérience avec Ricci : la nature n'a aucune horreur du vide. Le vide n'aspire pas : on peut à volonté faire coulisser le tube et réduire la chambre barométrique. Il n'y a aucun effet « sauf si on chauffe ». Il est donc, semble-t-il, impossible de réaliser un baromètre. Mais à cette époque, le verre n'était sans doute pas dégazé, et il devait s'établir une légère pression d'air dans la chambre. Peut-être aussi y restait-il de la vapeur d'eau des expériences antérieures.
Mersenne tente vainement l’expérience (il faut avoir un tube de verre qui ne casse pas). Ce patron du monde savant français incite d'autres expérimentateurs, plus aguerris et plus jeunes, à étudier et reproduire les travaux du savant Torricelli. Ce sont les expériences de 1646-1648 de Pierre Petit, Florin Périer et Pascal qui résolvent le problème avec la montée au Puy-de-Dôme, que Mersenne ne voit pas car il meurt en 1648.
S’inspirant des travaux de Torricelli, Otto von Guericke, savant et bourgmestre de Magdebourg, s’employa à démontrer empiriquement la force de la pression atmosphérique en réalisant en mai 1654 dans sa ville une expérience spectaculaire devant l’empereur d’Allemagne. Après avoir ajusté hermétiquement deux hémisphères dans lesquels il avait fait le vide grâce à la pompe qu’il venait d’inventer, von Guericke répartit quinze chevaux en deux attelages qui tirèrent sur chaque hémisphère sans qu’il leur soit possible de les désolidariser.

## Torricelli hydraulicien, élève de Castelli
Le De Motu Aquarum fait partie du traité de 1644, Opera Geometrica, et il y est énoncé la loi de Torricelli. Sa traduction eut lieu en France, à l'intention de Fermat, en 1664, précédée de l'ouvrage de Castelli, sur les eaux courantes, et d'un discours sur la jonction des Mers. (Rappel : ce discours, qui doit dater des années 1630, hantera Pierre-Paul Riquet (1609-1680) dès sa jeunesse.)
{\displaystyle v={\sqrt {2gh}}} est ainsi la formule qui fait connaître Torricelli dans le monde de l'hydraulique. Elle relie la vitesse v d'écoulement d'un liquide par l'orifice d'un récipient à la hauteur h de liquide contenu dans le récipient au-dessus de l'orifice, g étant l'accélération de la pesanteur.
Des doutes existent néanmoins sur la paternité de cette loi attribuée à Torricelli, certains de ses contemporains ayant énoncé également des résultats similaires.

## Torricelli, élève de Cavalieri
Torricelli, grand admirateur de Cavalieri, dépassa le maître dans l'utilisation de la méthode des indivisibles car, pour la première fois, il va considérer des quantités homogènes : en sommant de « petites » aires, on obtient une aire, etc. La « largeur des lignes » vient résoudre les paradoxes de Cavalieri.

### Torricelli et les indivisibles
Cavalieri est sans doute le premier à démontrer, à l'aide des indivisibles, que l’« aire sous la courbe » d'équation {\displaystyle y=x^{n-1}} entre les points d'abscisses {\displaystyle x_{1}} et {\displaystyle x_{2}} est
{\displaystyle {\frac {y_{2}x_{2}-y_{1}x_{1}}{n}}} pour n entier supérieur à 1.
Fermat généralise cette relation pour n rationnel positif supérieur à 1 et n entier inférieur strictement à –1 en utilisant des séries.
Torricelli va généraliser le travail des indivisibles de Cavalieri à ce que la thermodynamique actuelle appelle un processus polytropique :
Soit {\displaystyle PV^{n}=\mathrm {cste} ,\ \int _{V_{1}}^{V_{2}}P\mathrm {d} V={\frac {P_{1}V_{1}-P_{2}V_{2}}{n-1}}}
C'est le cas dit « hyperbolique » (avec n différent de 1 ; le cas n = 1 ne pourra s'obtenir qu'en utilisant les logarithmes)
Appelons {\displaystyle A_{1}} et {\displaystyle A_{2}} les deux points sur la courbe polytropique, {\displaystyle B_{1}} et {\displaystyle B_{2}} leur abscisse, {\displaystyle C_{1}} et {\displaystyle C_{2}} leur ordonnée. Le tour de force de Torricelli est de comparer les aires des trapèzes curvilignes {\displaystyle S_{1}=aire(A_{1}B_{1}B_{2}A_{2})} et {\displaystyle S_{2}=aire(A_{1}C_{1}C_{2}A_{2})}. Il démontre que {\displaystyle S_{2}=nS_{1}}. La différence des deux aires, calculée de deux manières différentes, permet alors de calculer l'aire recherchée :
{\displaystyle S_{1}-S_{2}=-(n-1)S_{1}}
{\displaystyle S_{1}-S_{2}=aire(OB_{2}A_{2}C_{2})-aire(OA_{1}C_{1})=P_{2}V_{2}-P_{1}V_{1}}
d'où :
{\displaystyle S_{1}={\frac {P_{1}V_{1}-P_{2}V_{2}}{n-1}}}
Pour démontrer l'égalité : {\displaystyle S_{2}=nS_{1}}, Torricelli compare les aires des gnomons {\displaystyle y\;\mathrm {d} x} et {\displaystyle x\;\mathrm {d} y}.
De nos jours, le calcul se fait aisément en différentiant {\displaystyle PV^{n}}
{\displaystyle V^{n}\;\mathrm {d} P+n\,P\,V^{n-1}\,\mathrm {d} V=0} d'où {\displaystyle V\,\mathrm {d} P=-n\,P\,\mathrm {d} V}
Ce que vient de découvrir Torricelli, c'est que, dans cette figure infinitésimale, les aires des gnomons {\displaystyle y\;\mathrm {d} x} et {\displaystyle x\;\mathrm {d} y} sont à considérer et ce sont ces aires que l'on somme : il faut donc considérer les épaisseurs des « lignes de Cavalieri ».
Pour les volumes de révolution, la méthode de Cavalieri consistait à découper le solide en tranches par des plans parallèles au plan de base. Torricelli comprend que ces tranches ont un volume, et qu'il faut donc sommer les volumes infinitésimaux.
Il redémontre, grâce aux indivisibles, la relation d'Archimède, inscrite sur sa tombe, concernant le volume du bol (S) hémisphérique, celui du cylindre droit (D) de même rayon r et de hauteur r et celui du cône de révolution de rayon r et de hauteur r :
{\displaystyle {\frac {V(D)}{3}}={\frac {V(S)}{2}}={\frac {V(C)}{1}}}
Il est également l'inventeur de la « trompette de Gabriel », une figure géométrique qui présente la particularité de posséder une surface infinie mais un volume fini. C'est le résultat de la rotation d'une partie de l'hyperbole équilatère y = 1/x, pour x > 1, autour de l'axe (Ox).
Il démontre aussi la formule du volume du tonneau ou formule des trois niveaux dans une lettre adressée à Roberval en 1643 :
Soit un solide de révolution de méridienne une conique. Coupons-le en 2 niveaux {\displaystyle z_{1}} et {\displaystyle z_{2}}. Soit {\displaystyle z_{2}-z_{1}=h}. Soit {\displaystyle S_{1}} l'aire du disque de cote {\displaystyle z_{1}}, {\displaystyle S_{2}} celle du disque de cote {\displaystyle z_{2}}, {\displaystyle S_{m}} l'aire du disque de cote moyenne {\displaystyle z_{1}+z_{2} \over 2} alors
{\displaystyle V_{tonneau}=h{\frac {S_{1}+S_{2}+4S_{m}}{6}}}
Il en déduit le volume du rond de serviette :
Soit une sphère de rayon R. Ôter par perçage le cylindre, centré, vertical, de base circulaire, ce qui ne laisse qu'un volume annulaire, appelé vulgairement « rond de serviette », de hauteur 2h.
{\displaystyle V={\frac {4}{3}}\pi h^{3}}
Ce volume se calcule en ôtant au volume du tonneau de hauteur 2h le cylindre de rayon {\displaystyle {\sqrt {R^{2}-h^{2}}}}. On peut remarquer que ce résultat est indépendant du rayon R de la sphère de départ et ne dépend que de la hauteur h du rond de serviette (pour R > h)

### Calcul des barycentres
Torricelli s'intéresse aussi au barycentre des solides. Ainsi, dans la même lettre adressée à Roberval, il précise la position du centre de gravité du tonneau :
Soit un solide de révolution de méridienne une conique. Coupons-le en deux niveaux {\displaystyle z_{1}} et {\displaystyle z_{2}} et notons {\displaystyle h=z_{2}-z_{1}}. Soit {\displaystyle S_{1}} l'aire du disque de cote {\displaystyle z_{1}}, {\displaystyle S_{2}} celle du disque de cote {\displaystyle z_{2}}, {\displaystyle S_{m}} l'aire du disque de cote moyenne {\displaystyle z_{1}+z_{2} \over 2} alors le centre de gravité G a pour cote {\displaystyle z_{G}} telle que :
{\displaystyle z_{2}-z_{G}=h{\frac {S_{1}+2S_{m}}{S_{1}+S_{2}+4S_{m}}}}
Enfin, généralisant une coupe de pierre en biseau que lui avait proposée Cavalieri, il publie le 7 avril 1646, la formule pour le centre de gravité (réécrite en notation moderne) :
Soit x = f(z) l'équation de la méridienne d'une surface de révolution, limitée par les plans z = a et z = b. Alors le barycentre de la surface méridienne a pour cote {\displaystyle z_{G}} vérifiant
{\displaystyle \int _{a}^{b}f(z)\mathrm {d} z\times z_{G}=\int _{a}^{b}zf(z)\mathrm {d} z}
Et le barycentre G' du volume a pour cote {\displaystyle z_{G'}} vérifiant
{\displaystyle \int _{a}^{b}f^{2}(z)\mathrm {d} z\times z_{G'}=\int _{a}^{b}zf^{2}(z)\mathrm {d} z}
S'il n'est pas établi que Torricelli connaissait les théorèmes de Guldin de 1643, leurs recherches se complétaient.

## Torricelli cinématicien, élève de Galilée

### Cycloïde
Admirateur de Galilée, élève doué de Cavalieri, Torricelli poursuit des idées qui existaient déjà chez Roberval. Jean Itard, historien du Centre Koyré à Paris, a minutieusement mené l'enquête au sujet de la quadrature de la cycloïde : Galilée aurait répondu qu'il avait vainement cherché, y compris en découpant un patron en carton et en le pesant. La compétition Roberval-Torricelli est plus serrée. La priorité va à Roberval, sans méconnaître les mérites de Torricelli (voir cycloïde).

### Diagramme horaire
En revanche, il est vraiment l'inventeur du diagramme horaire et du diagramme des espaces : il dit très clairement en toute généralité, puis sur des exemples simples, que si la vitesse du mobile est v(t), son abscisse sera {\displaystyle \int _{0}^{t}v(t)\mathrm {d} t}, dans nos notations modernes qui datent de Leibniz (Lettre à Oldenburg du 29 oct 1675).
Et réciproquement, Torricelli parle du « théorème d'inversion »: si on possède x(t), la « tangente » donnera la vitesse :
{\displaystyle v(t)={\frac {x(t)}{TT_{1}}}},
où {\displaystyle TT_{1}} est la sous-tangente, T est le point de l'axe des abscisses d'abscisse t, {\displaystyle T_{1}} est le point d'intersection de la tangente à la courbe au point d'abscisse t avec l'axe des abscisses.
Il en est donc au même niveau que Barrow en Angleterre. En tout cas, James Gregory, élève à Bologne, avec les continuateurs de l'œuvre de Cavalieri, sut en profiter.
Diagramme des espaces : la formule {\displaystyle {\frac {1}{v(x)}}={\frac {1}{\sqrt {2gx}}}} ne lui fait plus peur, alors que Galilée hésitait, ne voulant pas utiliser les travaux de Cavalieri.

### Parabole de sûreté
C'est Torricelli qui invente la notion d'enveloppe, et trouve la solution complète de la chute libre « avec violence », et la description complète de la parabole de sûreté, via une méthode peu connue.
Il ne compléta pas son travail : sans introduction de la résistance de l'air, la notion d'asymptote (voir Balistique extérieure) n'existe pas ; et son travail est la risée des artilleurs (les bombardieri).

### Coordonnées polaires
Par ailleurs, par sa méthode des indivisibles courbes, il va pouvoir traiter les problèmes de courbes en coordonnées polaires, à une époque où Descartes venait tout juste de parler de coordonnées cartésiennes : il sait intégrer l'aire et la longueur des spirales {\displaystyle r=\theta ^{k}} ; mais surtout, il va découvrir la cochlée (cf. spirale logarithmique) et ses propriétés extraordinaires (Opere, III, p. 368, p. 477, Lettres à Ricci de 1646 et à Cavalieri(1598-1647)):
Soit une spirale logarithmique, l'arc issu de M s'enroule une infinité de fois autour de O mais sa mesure est finie : tracer la tangente en M. Y placer le point C de manière que le triangle OCM soit isocèle.
L'arc mesure OC + CM.
L'aire balayée par OM est égale à l'aire du triangle OCM.

## Torricelli, dynamicien?
Il est encore bien tôt, avant 1647, de parler de dynamique. Néanmoins, quelqu'un étudiant la proto-dynamique serait certainement intéressé par l'évolution du concept de percussion depuis Galilée vers 1590 jusqu'aux leçons de Torricelli en 1644-1646 à l'Academia del Crusco. Un spécialiste y trouverait des phrases troublantes du type :

« La gravité est une fontaine d'où jaillissent continuellement des quantités de mouvement... Elles se conserveront et s'agrègeront ; quand le grave vient donner la percussion sur le marbre, il n'applique plus sa charge de 100 livres, fille d'un seul instant, mais les forces omnes (sommées) filles de dix instants. »

## Œuvres
- De motu gravium naturaliter descendentium et projectorum, 1641.
- opera geometrica, Florence, in-quarto, 1644.
- Travail sur le cours de la chiano, in-quarto, Florence, 1768
- Lettre à Roberval in Mémoire des Sciences de Paris, tome 3.

## Hommages
- Depuis 1867, une rue lui rend hommage (rue Torricelli) dans le 17e arrondissement de Paris,
- En 1935, l'Union astronomique internationale a donné le nom de Torricelli à un cratère lunaire,
- et plus tard  à l'astéroïde (7437) Torricelli.
- Augustin Pyramus de Candolle lui a dédié le genre botanique Torricellia (1830).

## Sources
- De Gandt (François), éd., L'Œuvre de Torricelli. Science galiléenne et nouvelle géométrie . Nice, Publication de la Faculté des Lettres et sciences humaines / Paris, les Belles lettres, 1987.  (ISBN 2-251-62032-X).
- De Waard, L'Expérience barométrique, Thouars 1936.
- Fanton d'Andon (Jean-Pierre), L'Horreur du vide. Paris, CNRS 1978.  (ISBN 2-222-02355-6).
- Michel Blay, in F. de Gandt : L'Œuvre de Torricelli (Nice 1987).
- Mersenne : Opera (en particulier le voyage en Italie 1644-1645).